# Авианосцы типа «Титосэ»
Авианосцы типа «Титосэ» (яп. 千歳型航空母艦 Титосэ гата ко:ку:бокан) — авианосцы, переоборудованные гидроавианосцы Императорского флота Японии времён Второй мировой войны. Всего было заложено два корабля: «Тиёда» и «Титосэ». После потери четырёх авианосцев в сражении у Мидуэй данный тип было решено перестроить в лёгкие авианосцы. Задача упрощалась тем, что ещё на стадии разработки проекта «Титосэ» предусматривалась возможность переоборудования кораблей в полноценные авианосцы.

## История создания
Авианосцы типа «Титосэ» вступили в строй в 1938 г. как гидроавианосцы. После потери четырёх авианосцев в сражении у Мидуэй в 1942 году данный тип было решено перестроить в лёгкие авианосцы. Задача упрощалась тем, что ещё на стадии разработки проекта «Титосэ» предусматривалась возможность переоборудования кораблей в полноценные авианосцы, однако потребовался почти целый год на переоборудование. Поэтому теперь считается, что их конструкция предусматривала только установку маленькой палубы для посадки самолётов, а не переоборудование в полноценные авианосцы.

## Конструкция
До переоборудования корабли имели водоизмещение 11 190 тонн. 
Проект перестройки в основном повторял тип «Дзуйхо» но не предусматривал замены энергетической установки. Корабли оснастили сплошной полётной палубой размерами 180 х 23 м. Оборудовали одноярусный ангар с двумя самолётоподъёмниками. Катапульты не предусматривались. Комбинированная дизельно-турбинная установка позволяла им развить скорость 29 узлов.
Для повышения остойчивости и усиления корпус оснастили булями, увеличившими ширину корабля на 2 м и водоизмещение - на 4 100 т. Особенностью архитектуры авианосцев стало наличие двух далеко разнесенных дымовых труб по правому борту.

## Представители
| Название | Место постройки               | Закладка        | Спуск на воду  | Вступление в строй                       | Судьба                                           |
| -------- | ----------------------------- | --------------- | -------------- | ---------------------------------------- | ------------------------------------------------ |
| Титосэ   | Курэская военно-морская верфь | 26 ноября 1934  | 29 ноября 1936 | 25 июля 1938 1 августа 1943              | Погиб 25 октября 1944 в ходе боя у Мыса Энганьо  |
| Тиёда    | Курэская военно-морская верфь | 14 декабря 1936 | 19 ноября 1937 | 15 декабря 1938 26 ноября/1 декабря 1943 | Погиб 25 октября 1944 в ходе боя у Мыса Энганьо. |

## История службы
«Титосэ»
22.5.1944 легко поврежден попаданием двух невзорвавшихся торпед американской ПЛ «Bonefish».
Погиб 25 октября 1944 в ходе боя у Мыса Энганьо
«Тиёда»
20 июня 1944 получил прямое попадание одной бомбы. Проходил ремонт до сентября 1944 г.
Погиб 25 октября 1944 в ходе боя у Мыса Энганьо.